# كين يواسا
كين يواسا (23 أكتوبر 1915 – 2 نوفمبر 2010) (باليابانية: 湯浅 謙) هو جراح ياباني عمل بالجيش الياباني خلال الحرب العالمية الثانية.
خلال خدمته في الصين المحتلة، قام (مع 1000 طبيب وممرض آخر على الأقل) بإجراء عمليات تشريحية على السجناء والمدنيين الصينيين، وقدم عُصيّات التيفوئيد والدوسنتاريا للجيش الياباني لاستخدامها في الحرب البيولوجية.
بعد سنوات من الحرب، أدرك مدى الفظائع التي ارتكبها هو وآخرون، وبدأ في الكتابة والتحدث عن تجاربه في جميع أنحاء اليابان.